# Giocatori (romanzo)
Giocatori  (Players) è il quinto romanzo dello scrittore Don DeLillo, pubblicato nel 1977.

## Storia editoriale
Il libro è stato tradotto in francese, turco, polacco, cinese, svedese, spagnolo, tedesco, oltre che in lingua italiana.

## Trama
Protagonisti del racconto sono una coppia di newyorkesi - Pammy e Lyle - che, all'ombra delle Torri Gemelle del World Trade Center (definite, profeticamente, precarie) vivono una vita all'apparenza felice e tranquilla; lui è impiegato a Wall Street, lei appunto nelle torri gemelle.
Nella prima parte del libro i due sono descritti nel loro ambiente. Lyle, nevrotico accantonatore di informazioni, intraprende una relazione con una segretaria che lo porterà a far parte, o credere di far parte, di una cellula terroristica che ha il piano di far saltare la Borsa di New York. Sua moglie Pammy andrà in vacanza nel Maine con una coppia di amici omosessuali, e avrà una storia  con uno dei due.

## Edizioni in italiano
- Don DeLillo, Giocatori, traduzione di Maria Teresa Marenco, Napoli, Pironti, 1993
- Don DeLillo, Giocatori, traduzione di Maria Teresa Marenco, Torino, Einaudi, 2005